# Municipio de Southwest (Illinois)
El municipio de Southwest (en inglés: Southwest Township) es un municipio ubicado en el condado de Crawford en el estado estadounidense de Illinois. En el año 2010 tenía una población de 97 habitantes y una densidad poblacional de 2,48 personas por km².

## Geografía
El municipio de Southwest se encuentra ubicado en las coordenadas 38°51′54″N 87°52′16″O / 38.86500, -87.87111. Según la Oficina del Censo de los Estados Unidos, el municipio tiene una superficie total de 39,18 km², de la cual 39,18 km² corresponden a tierra firme y (0 %) 0 km² es agua.

## Demografía
Según el censo de 2010, había 97 personas residiendo en el municipio de Southwest. La densidad de población era de 2,48 hab./km². De los 97 habitantes, el municipio de Southwest estaba compuesto por el 98,97 % blancos, el 1,03 % eran asiáticos. Del total de la población el 1,03 % eran hispanos o latinos de cualquier raza.